# Xulio Vixil
Xulio Vixil Castañón (1964, Santuyano, Principat d'Astúries) és un escriptor asturià en asturià nascut al conceyu de Bimenes. Es va llicenciar en Filologia Hispànica en la Universitat d'Uvieu. En 1987 va guanyar el concurs de poesia de l'Acadèmia de la Llengua Asturiana i en 1992 el concurs de creació literària Lorenzo Novo Mier, també de l'Acadèmia.
Aquests dos premis li van donar un gran renom dintre de les lletres asturianes. La seva aportació a la narrativa asturiana és molt important, amb el llibre de relats Silvia la negra i les seves novel·les El paraísu blancu i L'immoral. Amb aquesta última obra, Xulio Vixil Castañón presenta una de les creacions més innovadores de la història de la literatura asturiana. A part de la seva labor literària (també participa les revistes com Lletres asturianes, Lliteratura, etc.), és autor de treballs d'investigació lingüística i sociolingüística, és militant de la Xunta pola Defensa de la Llingua Asturiana i té un programa a l'emissora Radio Sele.

## Obres
- A la gueta l'alba (1987)
- El paraísu blancu (1992)
- Silvia la negra (1993)
- El suañu de los vivos (1994)
- L'inmoral (2005)